# La Rogera
La Rogera és una llacuna litoral, localitzada al municipi de Castelló d'Empúries, que antigament formava part de la comunicació de desguàs de l'antic estany de Sant Pere i el Mediterrani. Es tracta d'un espai de marcada tendència halòfila. Actualment està formada per un estany principal i diversos de menors.
D'entre les comunitats vegetals destaquen, especialment per la seva extensió, els salicornars i, per la seva raresa, les comunitats de limòniums (hàbitats d'interès comunitari, codi 1420). La llacuna allotja doncs comunitats halòfiles ben
singulars a Catalunya, el fons, a més, es troba entapissat per l'herbassar de rúpia (hàbitat d'interès comunitari prioritari,codi 1150). A la platja, per altra banda es localitza la vegetació de les dunes movents embrionàries (hàbitat d'interès comunitari, codi 2110). Hi ha també els hàbitats d'interès comunitari 1320 Espartinars i 1410 Prats i jonqueres halòfils mediterranis (Juncetalia maritimi).
La titularitat pública i la gestió com a Reserva Natural Integral han permès la recuperació dels hàbitats que defineixen la zona. No obstant, la presència d'una població estacional massificada i les activitats turístiques i de serveis associades
als mesos d'estiu, fan que alguns hàbitats es vegin alterats, essencialment els costaners. L'estabilització dels paràmetres ambientals és suficient en la majoria dels casos per a la recuperació i manteniment d'aquests hàbitats.
L'espai presenta diverses figures de protecció. Forma part del Parc Natural dels Aiguamolls de l'Empordà i s'inclou també dins l'espai del PEIN i la Xarxa Natura 2000 ES0000019 Aiguamolls de l'Empordà. A més, pertany a la Reserva natural integral II, de "Les Llaunes".